# Agustín de Iturbide
Agustín I del Messico (Agustín Cosme Damián de Iturbide y Arámburu; Morelia, 27 settembre 1783 – Padilla, 19 luglio 1824) è stato un politico e militare messicano, le cui campagne furono decisive per l'indipendenza del Messico e di tutta l'America centrale.
Primo Imperatore del Messico indipendente (1822); il suo regno si estendeva dalla Costa Rica fino all'attuale Nuovo Messico. Venne deposto ed esiliato dai repubblicani messicani dopo meno di un anno di regno.

## Biografia

### Giovinezza
Figlio di José Joaquín de Iturbide y Arregui e di María Josefa de Aramburu y Carrillo dei Figueroa, entrò in seminario ma presto cambiò la sua vocazione per la carriera militare: nel 1797 entrò nel reggimento della sua città. Divenne ufficiale dell'esercito spagnolo, e rifiutò di collaborare alla causa indipendentista di Miguel Hidalgo y Costilla, che gli aveva offerto di unirsi alla sua causa come tenente colonnello; quando le truppe rivoluzionarie presero la sua città scappò verso Città del Messico e partecipò alla battaglia del monte delle croci con il grado di capitano.
Nel 1811 venne inviato nel sud del paese dove combatté contro la guerriglia indipendentista di Albino García e di Ramón López Rayón. Nello stesso anno divenne colonnello e continuò a combattere come capitano generale della provincia di Guanajuato. Nel 1813 e 1814 fu accusato da alti ufficiali dell'esercito spagnolo di appoggiare l'esercito rivoluzionario per ottenere benefici personali. L'anno seguente sconfisse Morelos, ma venne a sua volta sconfitto da Lopez Rayon.
A causa delle denunce accumulate il viceré Félix María Calleja del Rey lo destituì dal suo incarico e quindi si ritirò nelle sue proprietà, fino a che si stabilì definitivamente a Città del Messico nel 1817

### Indipendenza
Il trionfo della rivoluzione liberale di Rafael del Riego in Spagna nel 1820 scatenò in Messico alcune paure: da una parte, i settori conservatori volevano evitare l'applicazione delle riforme radicali che stavano introducendo i deputati nelle corti di Madrid, d'altra parte i liberali messicani volevano approfittare della costituzione del 1812 per ottenere l'autonomia del vicereame. I primi, che erano capitanati dal canonico Matías de Monteagudo convinsero il viceré Apodaca a nominare Iturbide comandante generale del sud.
Nel frattempo i liberali progettavano la promozione di un piano d'indipendenza che consistesse nel chiamare uno dei membri della famiglia reale in Messico, così che potesse governarlo. Allo stesso tempo, Iturbide doveva marciare verso sud con le sue truppe, per combattere (teoricamente) il generale Vicente Guerrero, uno dei pochi capi indipendentisti che rimanevano, e anche per convincerlo a unirsi al nuovo piano che conciliava gli interessi dei liberali e dei conservatori. Durante questa campagna si svolsero in Messico gli ultimi combattimenti tra spagnoli e indipendentisti che terminarono il 21 gennaio 1821.
Il 13 febbraio 1821 si arrivò a un accordo tra Guerrero e Iturbide, venne così proclamato il Piano di Iguala, un programma politico vicino ai conservatori cattolici e anche ai liberali, che dichiarava l'indipendenza, un regime monarchico costituzionale, il cui trono fu offerto a Ferdinando VII di Spagna (o a un suo familiare). Per sostenere il piano vennero riunite le truppe spagnole e quelle dei rivoluzionari, alle quali si unirono piano piano tutte le guarnigioni del paese, formando l'Esercito delle Tre Garanzie ("trigarante").
Il 24 agosto Iturbide firmò il trattato di Córdoba con Juan O'Donojú. Il 27 settembre l'esercito trigarante entrò a Città del Messico. Il giorno successivo, una giunta di 38 membri, presieduta proprio da Iturbide, proclamava l'Atto d'Indipendenza dell'Impero del Messico e costituiva una reggenza formata da cinque membri, anche questa presieduta da Iturbide. La giunta nominò Iturbide anche come Generalissimo con uno stipendio di 120.000 pesos annuali, un milione di capitale, 20 leguas quadrate di territorio in Texas e il titolo di Altezza Serenissima.

### Imperatore del Messico

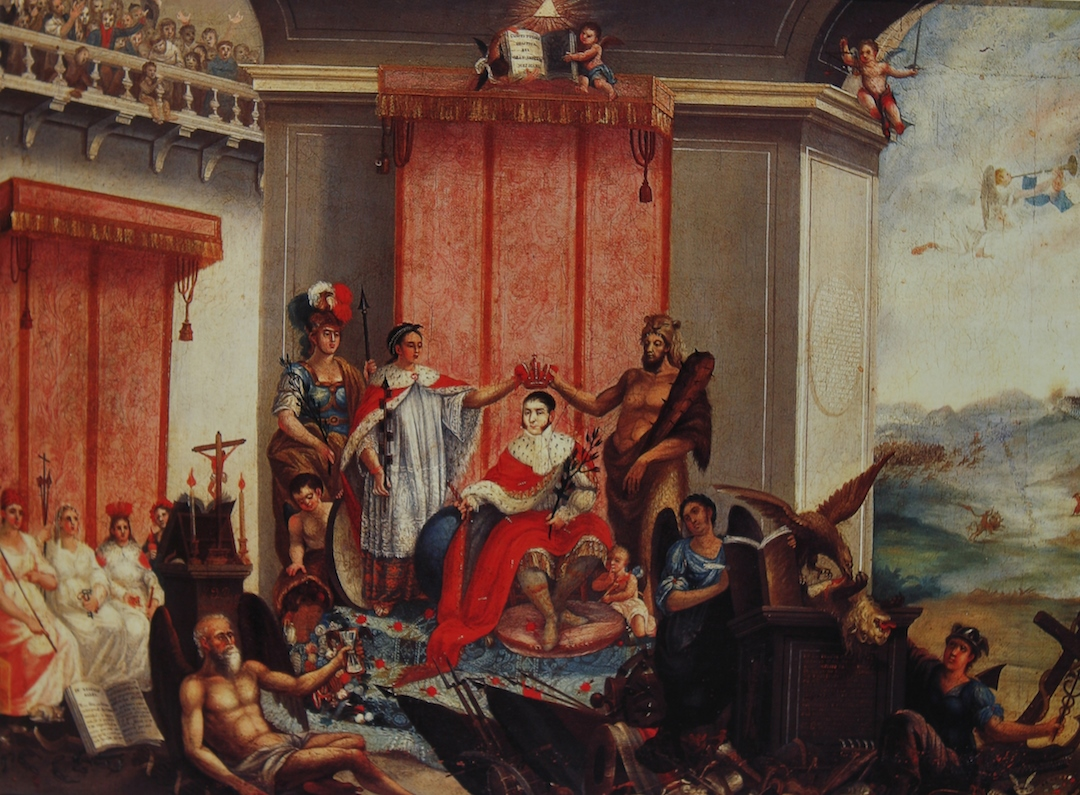
L'incoronazione di Agustín I, imperatore del Messico in un dipinto di José Ignacio Paz

Il 25 febbraio 1822 cominciò la sua attività il Congresso Costituente, che ben presto entro in contrasto con la reggenza: il Congresso si proclamava come l'unico rappresentante della sovranità popolare, bloccando tutte le spese non autorizzate. Il 18 maggio la sollevazione del reggimento di Celaya pretese che Iturbide fosse nominato imperatore; al reggimento si unirono altri gruppi dell'esercito, e la mattina seguente il Congresso proclamò Agustín de Iturbide Imperatore del Messico, incoronandolo con il nome di Agostino I (S.M. Agustín I). Alcuni repubblicani continuarono a opporsi e alcune guarnigioni spagnole continuarono la resistenza.
Una cospirazione contro il governo fu scoperta nell'agosto del 1822 e il 26 del mese Iturbide fece arrestare alcuni deputati. L'opposizione del Congresso e la sua incapacità di costruire una nazione portarono Iturbide a scioglierlo il 31 ottobre. Al suo posto viene creata una Giunta costituente che prenderà il compito di redigere una costituzione. A dicembre il Generale Antonio López de Santa Anna si solleva in favore dell'istituzione repubblicana. Il 6 dicembre Santa Anna e Guadalupe Victoria proclamano il Piano di Veracruz, esigendo la restaurazione del congresso, il 24 gennaio Vicente Guerrero e Nicolas Bravo si uniscono alla richiesta.
Nel frattempo Iturbide inviò il generale Echavarri contro Santa Anna, ma senza ottenere alcun risultato contro i repubblicani, le pressioni da parte degli oppositori sono così forti che Iturbide prima riconvocò il Congresso da lui sciolto e poi il 19 marzo 1823 abdicò davanti allo stesso. Santa Anna fece proclamare nei giorni successivi la "Repubblica degli Stati Uniti del Messico" entro i confini delimitati dal Trattato Adams-Onís. Nel frattempo, gli stati dell'America Centrale, Guatemala, El Salvador, Nicaragua, Honduras e Costa Rica, che si erano uniti all'Impero del Messico tra il settembre 1821 e il febbraio 1822, dichiararono la secessione per formare le Province Unite dell'America Centrale, chiamata anche Federazione centro-americana (1823 - 1838).

### Esilio e morte

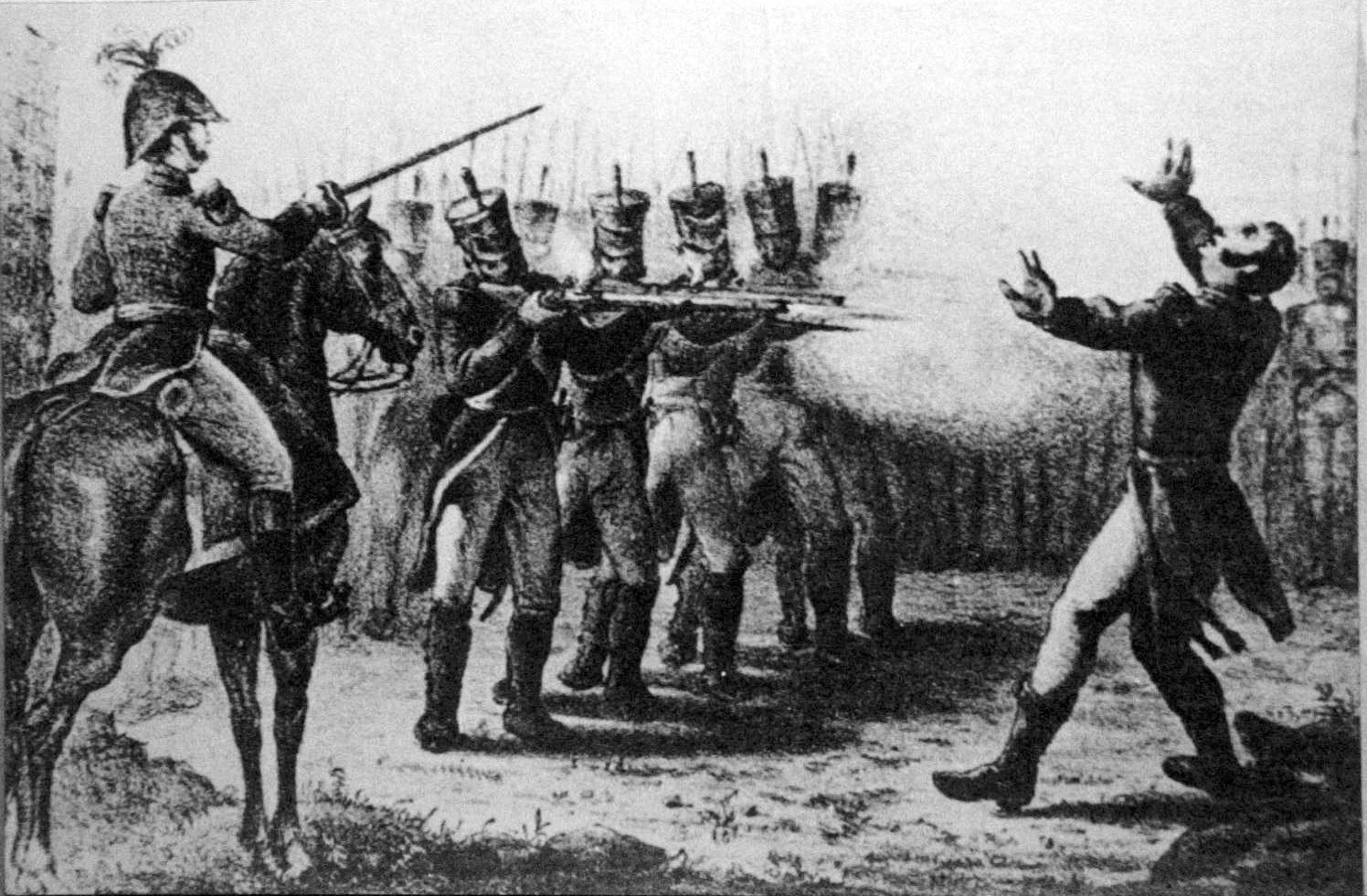
La fucilazione di Agustin de Iturbide

Iturbide partì per l'esilio in Italia l'11 maggio 1823, stabilendosi a Polpenazze dove rimase un anno e scrisse un documento storico-politico noto come il Manifiesto de Liorna (Manifesto di Livorno). 

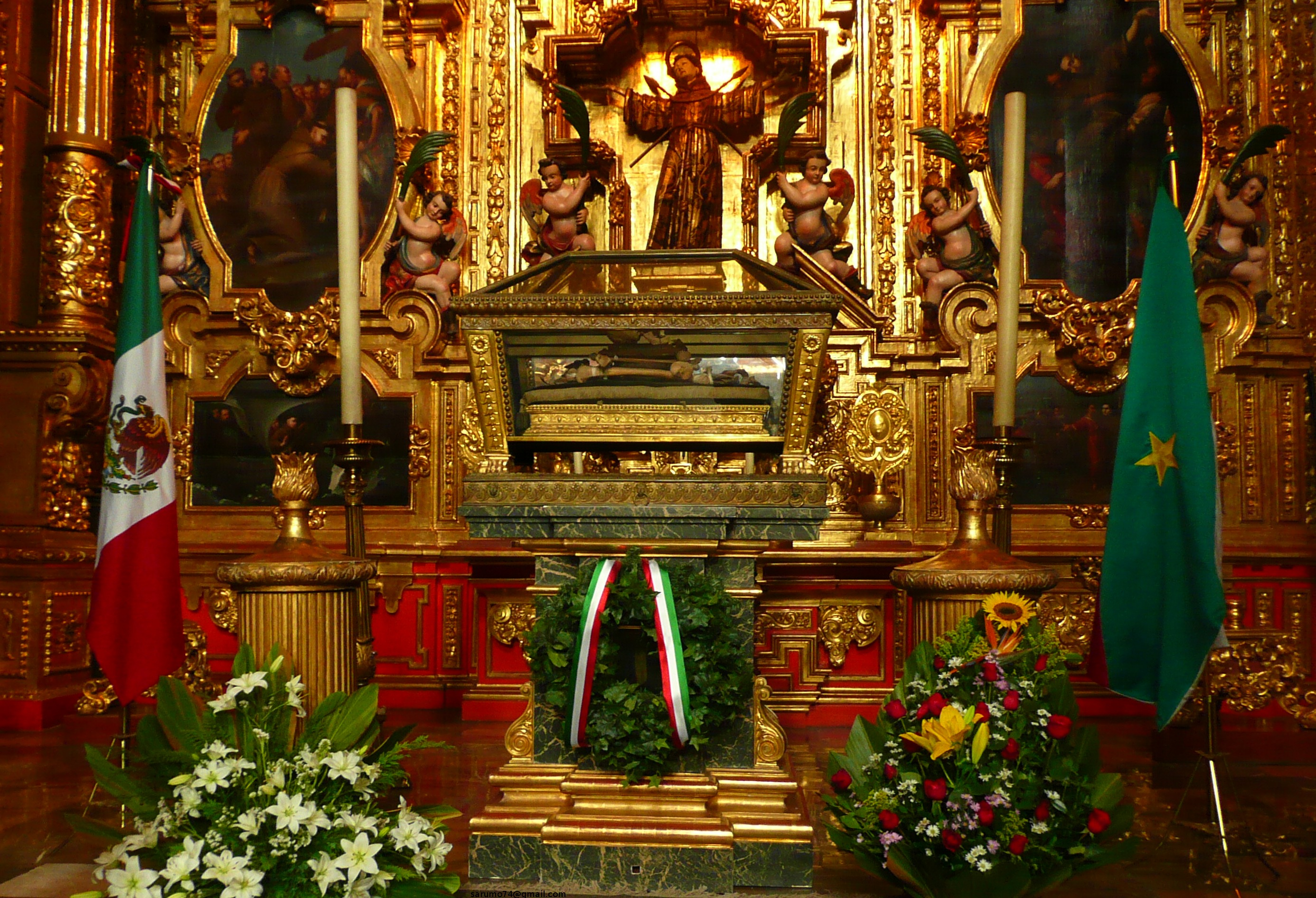
La tomba dell'imperatore Agustin nella Cattedrale di Città del Messico

L'11 maggio 1824 si reimbarcò per ritornare in patria, ignaro però del fatto che un decreto di cattura era stato emesso qualche giorno dopo la sua partenza contro di lui e che sul suo capo pendeva una condanna a morte in contumacia. Giunto in Messico, sbarcò a Soto la Marina (presso San Fernando, stato di Tamaulipas) il 15 luglio. Riconosciuto, venne imprigionato e fucilato a Padilla, a una cinquantina di chilometri all'interno, sempre nello stato di Tamaulipas, il 19 luglio. Nel 1838 le sue spoglie vennero traslate nella cattedrale nazionale di Città del Messico, ove tuttora riposano.
Fu membro della Massoneria.

## Discendenti
La vedova, Ana María Huarte-Muniz y Carrillo de Figueroa, nipote del Marchese di Altamira, morì in America, dove vari dei suoi figli contrassero matrimonio. Il figlio maggiore, Agustin Jeronimo, morì scapolo nel 1866. Il fratello di questo Angel Iturbide, si sposò con l'americana Alicia Green, e morì a Città del Messico nel 1872. 
Il suo unico figlio Agustín de Iturbide y Green nato a Washington nel 1863, fu adottato da Massimiliano d'Asburgo come erede al trono. Venne successivamente esiliato dal Messico da Porfirio Díaz. Morì negli Stati Uniti nel 1925, senza lasciare discendenti. 
Un altro nipote di Agustín I, Salvador de Iturbide y Marzán, divenne principe durante l'impero di Massimiliano, contrasse matrimonio con un'aristocratica austroungarica e uno dei suoi discendenti, il conte Massimiliano von Götzen-Iturbide, è l'attuale capo della Casa di Iturbide e risiede in Australia.